# Lípy na Šancích
Lípy na Šancích jsou památné stromy, které označují místo vojenského hřbitova z doby prusko-rakouské války v Mostech u Jablunkova v okrese Frýdek-Místek v Horním Slezsku.

## Základní údaje
- název: Lípy na Šancích, Lípy v Mostech[1]
- výška: 26 / 26 m[2]
- obvod: 430 / 400 cm (1991),[3] 450 / 410 cm[2]

Lípy rostou u pomníčku na rozcestí 250 metrů severně od kóty 606 m n. n. s pevností Šance.

## Historie a pověsti
Lípy souvisejí s nedalekou pevností Velké Šance. Kolem ní se totiž v polovině 18. století pokusili projít Prusové. Pokus nevyšel a mrtví pruští vojáci byli pochováni v místě označeném křížkem a dvojicí lip. Jejich mohutnost dala vzniknout pověsti, podle níž jsou pod jejich kořeny pochováni již Švédové z doby třicetileté války.

## Další zajímavosti
Lipám byl věnován prostor v pořadu České televize Paměť stromů, konkrétně v dílu 5, Stromy a boje.

## Galerie

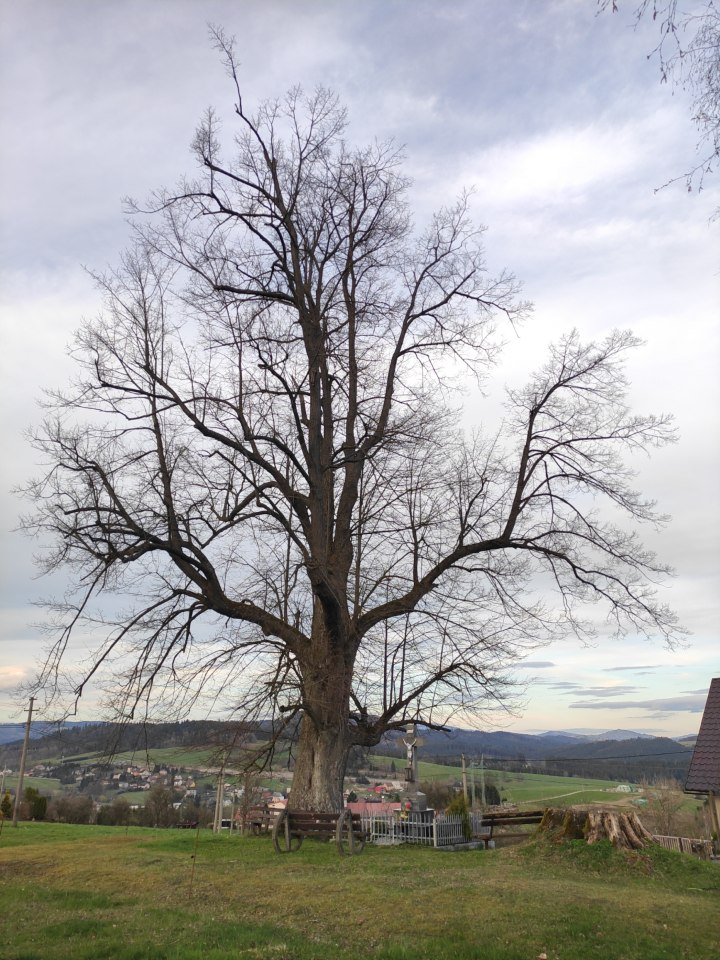
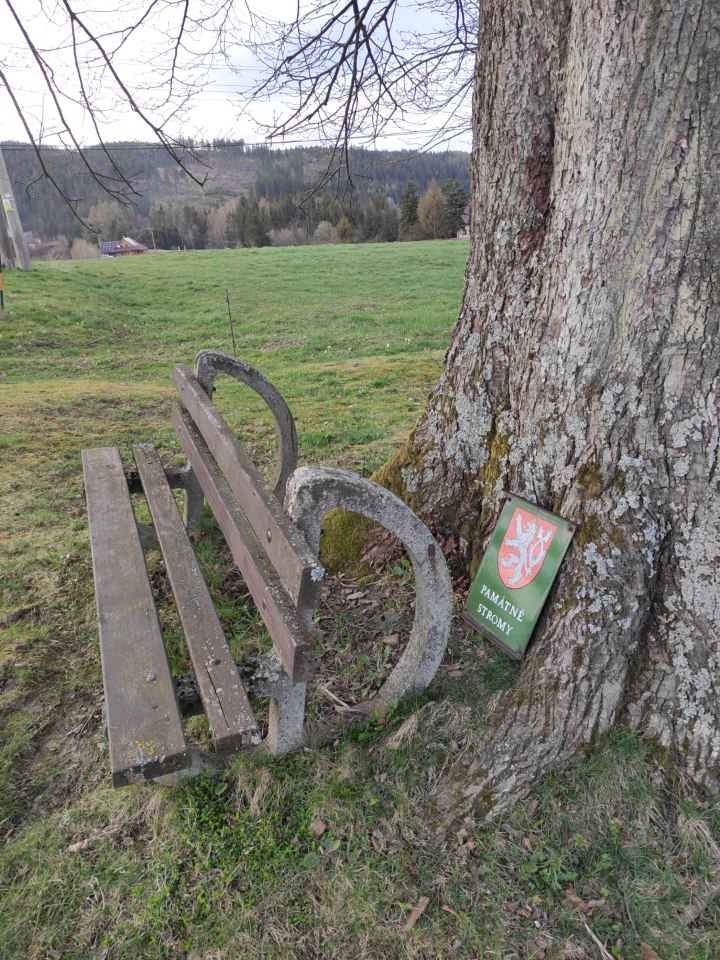

## Památné a významné stromy v okolí
- Lípa Přátelství
- Klen v Mostech u Jablunkova
- Duby červené v Mostech u Jablunkova